# Wielogóra (wzgórze)
Wielogóra (ok. 257 m) – wzgórze na Tyńcu w Krakowie. Pod względem administracyjnym należy do Dzielnicy VIII Dębniki. Pod względem geograficznym  należy do Wzgórz Tynieckich na Pomoście Krakowskim w obrębie makroregionu Bramy Krakowskiej. Wzgórza te włączone zostały w obszar Bielańsko-Tynieckiego Parku Krajobrazowego.
Wielogóra zwana jest też Wielką Górą. Jest całkowicie porośnięta lasem i jest najdalej na południe wysuniętym wzgórzem Wzgórz Tynieckich. Od zachodu, południa i wschodu jej stoki opadają do ulicy Wielogórskiej, od północy płytkie obniżenie oddziela ją od Guminka. Obniżeniem tym prowadzi ścieżka. Jak wszystkie wzniesienia Wzgórz Tynieckich zbudowana jest ze skał wapiennych z okresu późnej jury i jest miejscem do uprawiania spacerów i sportów.
W Wielogórze znajduje się Schronisko w Wielogórze.